# 曼秀雷敦

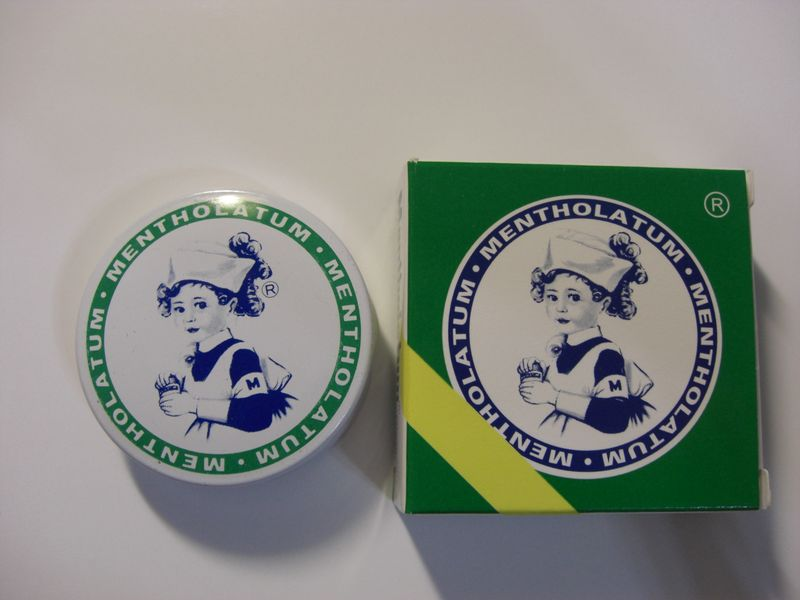
曼秀雷敦軟膏

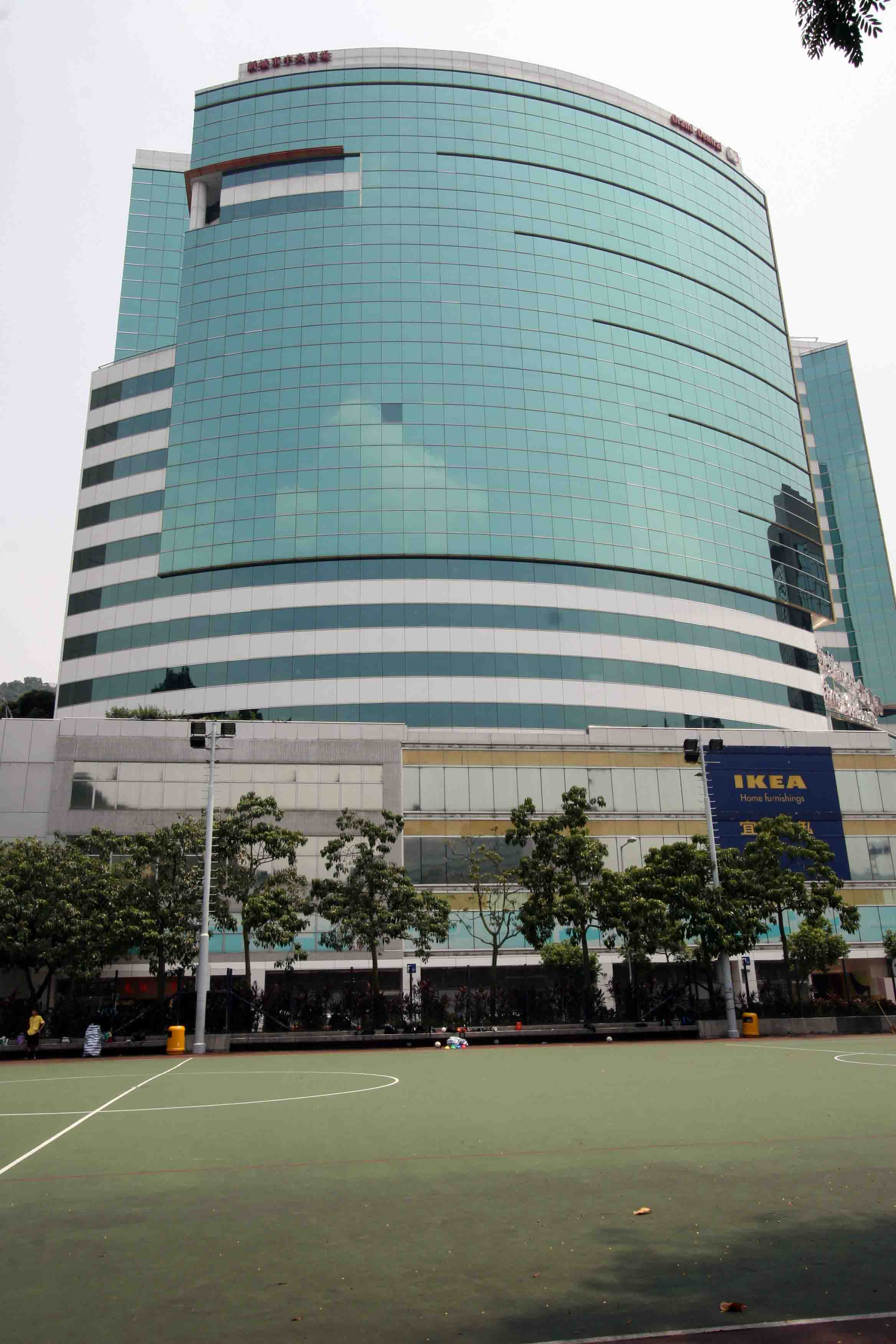
曼秀雷敦（香港）辦事處位於香港沙田新城市中央廣場

曼秀雷敦（英語：Mentholatum）是一家美國非處方保健品製造商，其著名的產品即與公司同名的軟膏，可用來治療蚊蟲咬傷。現在的產品包括許多日常藥劑。

## 名稱
在台名稱早期曾受日本寫法影響而譯為面速力達母。

## 歷史
1889年美國堪薩斯州艾柏亞歷山大海德（英語：Albert Alexander Hyde），運用薄荷、凡士林做成軟膏，並成立曼秀雷敦公司，最早的曼秀雷敦是感冒用藥。
最早1920年在日本，近江八幡建築家柳米來留氏（William Merrell Vories），取得代理授權，在日本製作銷售面速力達母。不久成立近江兄弟社，藉製銷藥品的利潤支援滋賀縣的公益事業及宣教工作。
1974年12月24日，近江兄弟社因經營不善申請破產保護，並把曼秀雷敦的日本代理權交還給美國曼秀雷敦公司；
該代理權於1975年8月授予日本的樂敦製藥。然而在1988年，樂敦製藥將曼秀雷敦公司併入作全資公司。
1975年，近江兄弟社獲大鵬藥品工業（大塚製藥附屬公司）注資而得以重生，再度推出薄荷軟膏；但使用了另一個相似但不一樣的商標——Menturm（面達母）。

## 介紹
曼秀雷敦軟膏仍是由樂敦製藥旗下曼秀雷敦公司生產的為原創產品。曼秀雷敦商標上碧藍的眼睛加上金色的捲毛的小護士，便是以童星出生的為模特兒設計的。

### 产品
- 曼秀雷敦软膏
- 新乐敦复方门冬维甘滴眼液

## 外部連結
- Mentholatum International （页面存档备份，存于）（英文）
- 曼秀雷敦（中國） （页面存档备份，存于）（简体中文）
- 曼秀雷敦（台灣） （页面存档备份，存于）（繁體中文）
- 曼秀雷敦（香港） （页面存档备份，存于）（繁體中文）